# Prędkość grupowa

Fala o prędkości grupowej mniejszej od prędkości fazowej. Czerwony punkt porusza się z prędkością fazową, a zielony z prędkością grupową.

Prędkość grupowa – wielkość opisująca rozchodzenie się fal nieharmonicznych (innych niż sinusoidalne), w sytuacji, gdy natężenie fali nie wpływa na prędkość jej ruchu. Inaczej, prędkość grupowa to prędkość rozchodzenia się modulacji zwykle odpowiadająca prędkości przenoszenia informacji i energii przez falę.
Dla fal rozprzestrzeniających się bez zmiany kształtu impulsu falowego odpowiada prędkości rozchodzenia się impulsu i prędkości rozchodzenia się czoła fali.
Dla fal prawie harmonicznych, opisanych jako fala harmoniczna o zmieniającej się amplitudzie, prędkość rozchodzenia się grzbietów modulacji, czyli prędkość grupową określa wzór:
{\displaystyle v_{g}\equiv {\frac {\partial \omega }{\partial k}},}
gdzie:
{\displaystyle v_{g}} – prędkość grupowa,
{\displaystyle \omega } – częstość kątowa drgań fali,
{\displaystyle k} – wektor falowy.
Pojęcie prędkość grupowa wprowadzono w celu odróżnienia od prędkości przemieszczania się grzbietów fali nazywanej prędkością fazową, która pojawia się m.in. w prawie załamania światła.
W próżni prędkość grupowa światła jest równa prędkości fazowej i jest równa prędkości światła w próżni. W ośrodkach materialnych prędkość grupowa światła jest zwykle mniejsza od prędkości światła w próżni, lecz może być większa, a nawet ujemna (dla metamateriałów o ujemnym współczynniku załamania). Większa wartość prędkości grupowej od prędkości światła w próżni nie stoi w sprzeczności ze szczególną teorią względności, gdyż prędkość grupowa w takich przypadkach nie jest szybkością rozprzestrzeniania się fali, a tym samym i przenoszenia sygnałów.
W ośrodkach dyspersyjnych prędkość grupowa jest różna od prędkości fazowej. Natomiast w ośrodkach, w których amplituda fali wpływa na szybkość jej przemieszczania się nie wprowadza się pojęcia prędkości grupowej.
Pojęcia prędkości grupowej i fazowej wprowadził William Rowan Hamilton w 1839 roku.

## W mechanice kwantowej
W mechanice kwantowej, zgodnie z hipotezą de Broglie’a, każdej cząstce odpowiada paczka fal zespolonych zwanych falami materii, dla tych fal:
{\displaystyle v_{g}={\frac {\partial \omega }{\partial k}}={\frac {\partial (E/\hbar )}{\partial (p/\hbar )}}={\frac {\partial E}{\partial p}},}
gdzie:
{\displaystyle E} – energia kinetyczna cząstki,
{\displaystyle p} – pęd tej cząstki,
{\displaystyle \hbar } – stała Diraca.
Używając mechaniki relatywistycznej, stwierdza się że:
{\displaystyle {\begin{aligned}v_{g}&={\frac {\partial E}{\partial p}}={\frac {\partial }{\partial p}}\left({\sqrt {p^{2}c^{2}+m^{2}c^{4}}}-mc^{2}\right)={\frac {pc^{2}}{\sqrt {p^{2}c^{2}+m^{2}c^{4}}}}\\&={\frac {\gamma mvc^{2}}{\sqrt {{\gamma }^{2}m^{2}v^{2}c^{2}+m^{2}c^{4}}}}={\frac {\gamma vc}{\sqrt {{\gamma }^{2}v^{2}+c^{2}}}}=v,\end{aligned}}}
gdzie:
{\displaystyle c} – prędkość światła w próżni,
{\displaystyle \gamma } – czynnik Lorentza.
Wynik ten oznacza, że bez względu na masę cząstki, jej prędkość i inne parametry, prędkość grupowa fali materii odpowiada prędkości ruchu cząstki, co jest zgodne z oczekiwaniami.

## Wzór na prędkość grupową
Fala modulowana może być przedstawiona jako suma dwóch fal o różnych i niewiele różniących się częstościach. Przyjmując, że fazy początkowe obu fal są równe zero, różnica ich faz wynosi:
{\displaystyle \Delta \phi =\phi _{1}(z,t)-\phi _{2}(z,t)=(\omega _{1}t-k_{1}z)-(\omega _{2}t-k_{2}z).}
Fale wzmacniają się, gdy mają jednakowe fazy, oznacza to, że by poruszać się z prędkością rozchodzenia się wzmocnienia trzeba poruszać się z jego prędkością grupową, czyli dla takiej samej fazy. Wynika z tego, że różniczka powyższego wyrażenia jest równa zero:
{\displaystyle (\omega _{1}dt-k_{1}dz)-(\omega _{2}dt-k_{2}dz)=(\omega _{1}-\omega _{2})dt-(k_{1}-k_{2})dz=0.}
Prędkość jest równa {\displaystyle {\tfrac {dz}{dt}},} czyli:
{\displaystyle v_{g}={\frac {dz}{dt}}={\frac {\omega _{2}-\omega _{1}}{k_{2}-k_{1}}}={\frac {d\omega }{dk}}.}

## Związek z prędkością fazową
Między prędkością grupową {\displaystyle v_{g}} a fazową {\displaystyle v_{p}} istnieją zależności:
{\displaystyle v_{\mathrm {g} }=v_{\mathrm {p} }+k\cdot {\frac {dv_{\mathrm {p} }}{dk}}}
lub:
{\displaystyle v_{\mathrm {g} }=v_{\mathrm {p} }-\lambda \cdot {\frac {dv_{\mathrm {p} }}{d\lambda }}.}
Z zależności tych wynika, że fala ulega dyspersji, gdy prędkość fazowa zależy od długości fali {\displaystyle \lambda } (liczby falowej), natomiast gdy prędkość fazowa nie zależy od długości fali, to fala nie ulega dyspersji.

### Wyprowadzenie zależności
Z definicji prędkości fazowej {\displaystyle v_{p}} wynika:
{\displaystyle v_{\mathrm {p} }={\frac {\omega }{k}}=\lambda \cdot f.}
Związki dla wielkości opisujących fale: długość fali {\displaystyle \lambda ,} częstotliwość {\displaystyle f{:}}
{\displaystyle \omega =2\pi f,}
{\displaystyle k={\frac {2\pi }{\lambda }},}
{\displaystyle \omega =v_{\mathrm {p} }k,}
to
{\displaystyle {\frac {d\omega }{dk}}={\frac {d}{dk}}v_{\mathrm {p} }k=v_{\mathrm {p} }{\frac {dk}{dk}}+k{\frac {dv_{\mathrm {p} }}{dk}}}
{\displaystyle v_{\mathrm {g} }=v_{\mathrm {p} }+k\cdot {\frac {dv_{\mathrm {p} }}{dk}}}
oraz
{\displaystyle {\frac {d}{dk}}={\frac {d}{d\lambda }}\cdot {\frac {d\lambda }{dk}}\quad {}} i {\displaystyle {}\quad {\frac {d\lambda }{dk}}={\frac {d{\frac {2\pi }{k}}}{dk}}=-{\frac {2\pi }{k^{2}}}}
{\displaystyle v_{\mathrm {g} }=v_{\mathrm {p} }-\lambda \cdot {\frac {dv_{\mathrm {p} }}{d\lambda }}}